# Die Moiedtjes
Koordinaten: 51° 51′ 3″ N, 6° 10′ 18″ O

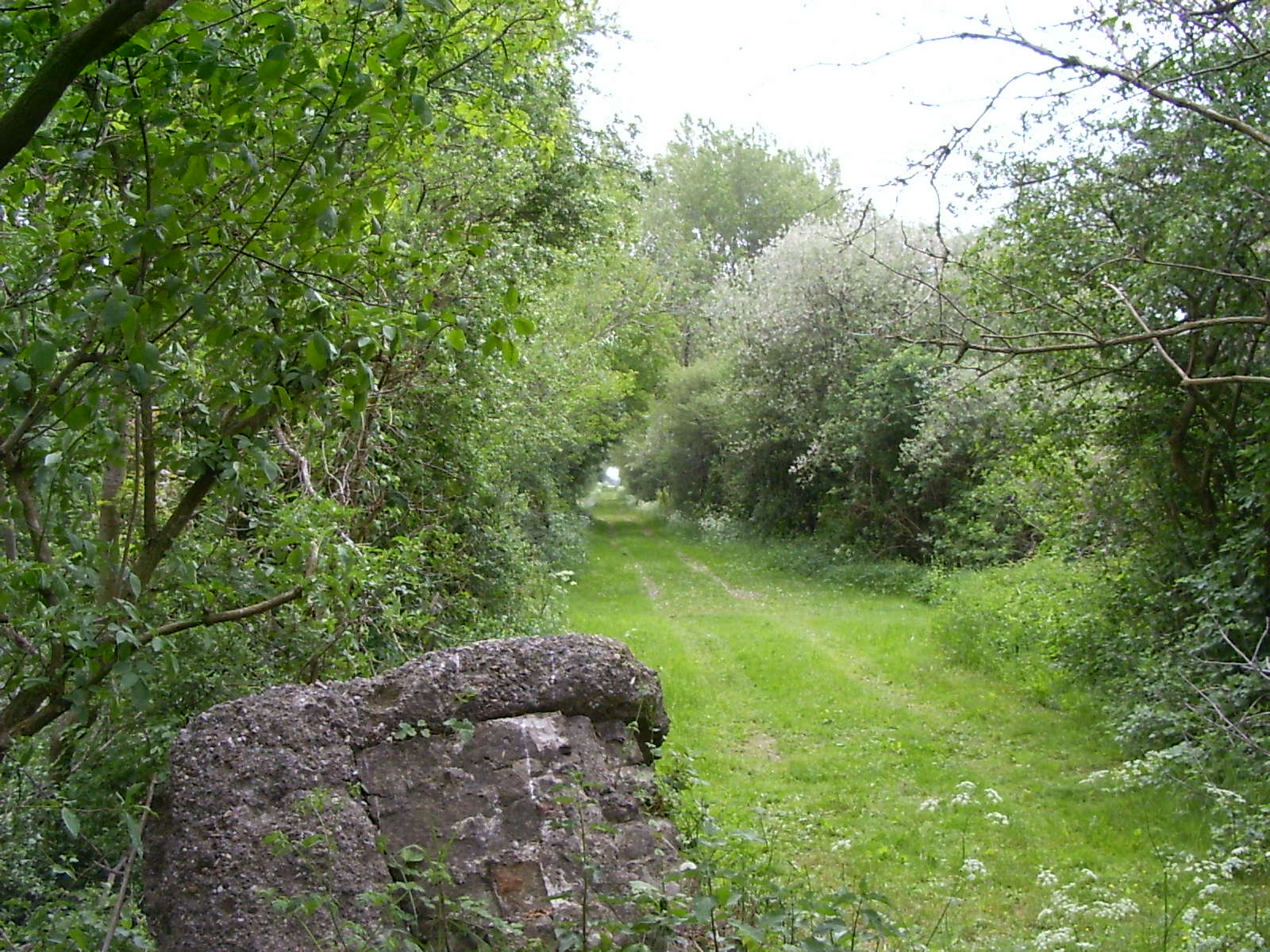
Naturschutzgebiet Die Moiedtjes (Juni 2008)

Das Naturschutzgebiet Die Moiedtjes liegt auf dem Gebiet der Stadt Emmerich am Rhein im Kreis Kleve in Nordrhein-Westfalen.
Das Gebiet erstreckt sich nordwestlich der Kernstadt Emmerich am Rhein, südlich von Elten und westlich von Hüthum – beide Ortsteile von Emmerich. Am westlichen Rand des Gebietes verläuft die Staatsgrenze zu den Niederlanden, nördlich verläuft die B 8, südlich fließt der Rhein und südöstlich erstreckt sich das 308,6 ha große Naturschutzgebiet Emmericher Ward.

## Bedeutung
Das rund 30,7 ha große Gebiet ist seit 2001 unter der Kennnummer KLE-045 als Naturschutzgebiet ausgewiesen.